# Фраска (Л'Аквила)
Фраска (итал. Frasca) је насеље у Италији у округу Л'Аквила, региону Абруцо.
Према процени из 2011. у насељу је живело 2 становника. Насеље се налази на надморској висини од 570 м.